# Ануак

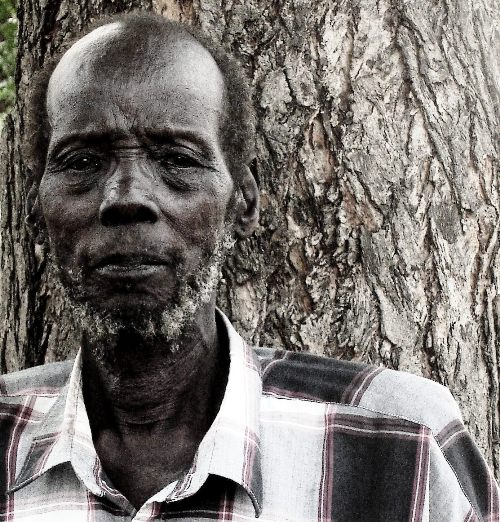
Мужчина народности ануак (2008)

Ануак, аньивае, жоанива (самоназвание), нуро (эфиопское), ямбо — нилотский народ в Эфиопии (правый берег реки Акобо и берега реки Гило) и Южном Судане (левый берег реки Акобо до реки Пибор), относящийся к группе луо северные (Lienhardt 1957: 341). Общая численность составляет 98 тыс. чел., из которых 46 тыс. человек проживают в Эфиопии, преимущественно в районе Гамбела, а 52 тыс. — в Южном Судане.

## История
В прошлом ануак были кочевым пастушеским народом. Оседание на землю произошло, наряду с другими скотоводами, в период миграций масс подвижного населения с севера на юг в Восточной Африке. Ануак населяют территорию Верхнего Нила уже более 100 лет и считают эту землю родовой. Данный народ существенно отличается от остального населения Эфиопии в историческом, этническом, культурном и религиозном плане. Их среда обитания также не похожа на любой другой район в стране как климатом, так и географическим положением.

## Язык
Говорят на языке ануак нило-сахарской языковой макросемьи. Распространено двуязычие: в качестве языка общения народы Южного Судана используют суданский диалект арабского языка.

## Религия
Придерживаются традиционных верований, однако встречаются представители, исповедующие христианство и ислам суннитского толка.

### Традиционные верования
Для ануак характерны культ предков, сил природы, духов. Имеют место свободные разговоры о смерти, при этом представителей народа больше привлекают дискуссии о предчувствии смерти, нежели чем о загробной жизни. В среде ануак известны мифы о том, как смерть появилась в мире, и существуют даже специальные знаки, которые, согласно верованиям данного народа, напоминают о смерти или предупреждают о её возможном приближении (Lienhardt 1962: 77). Широкое распространение получил также тотемизм.

## Социальная организация
В основе социальной организации лежат патриархально-племенные связи, браки заключаются патрилокальные. Поселения ануак имеют линейную планировку и выстроены в ряд вдоль рек. Они представляют собой сельские общины, часто изолированные друг от друга и едва насчитывающие 500 человек (Wall 1976: 151). Составляющие общину домохозяйства связаны сетью патрилинейных генеалогических связей. Некоторые из таких поселений заселены очень густо и связаны между собой постоянными и весьма тесными контактами (Lienhardt 1962: 74). Во главе каждой общины стоит вождь, который является её своеобразным символом и олицетворением уникальности и единства каждого объединения. Власть главы наследственная и автократическая. (Wall 1976: 152). Борьбы за власть между вождями и их сыновьями не происходит. Нового главу из числа мужского населения выбирают только в случае смерти нынешнего вождя. С этого момента для нового правителя начинается срок пребывания в должности "фаворита деревни", к которому переходят владения, находившиеся под охраной его предшественника (Lienhardt 1958: 29).

## Быт
На повседневную жизнь ануак существенное влияние оказывают географическое положение и климат. В связи с этим в различных районах Эфиопии и Судана жизненный уклад несколько отличается.

### Традиционные хозяйственные занятия
Основная отрасль хозяйства — ручное тропическое земледелие. Ануак выращивают зерновые (просо, элевсина, кукуруза), бобовые и корнеплоды, собирают дикие фрукты. Широко распространено речное рыболовство посредством запруд. 

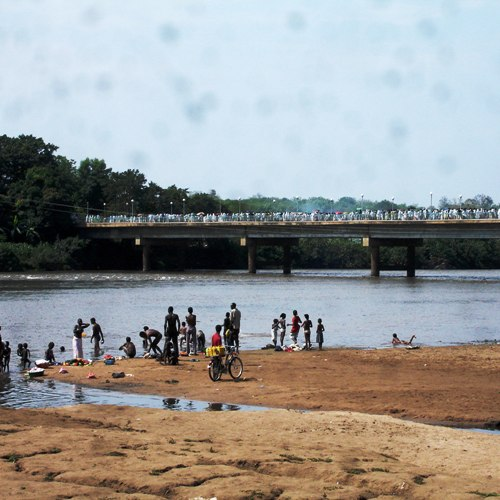
Ануак на берегу р. Баро

 В животноводстве преобладает содержание мелкого рогатого скота, коз в частности. Традиционные ремёсла: плетение, изготовление украшений, лодок, утвари и пр.

### Пища
Традиционная еда ануак — растительная пища, рыба.

### Одежда
Представители народа носят набедренные повязки, передники из кожи, тканей или растительных волокон.

## Интересные факты
- Ануак, наряду с различным населением низин Гамбелы, выделяются цветом кожи. В связи с этим они сталкиваются с расовой дискриминацией и маргинализацией со стороны правительства, в результате чего для народа ограничен доступ к образованию, здравоохранению и другим основным услугам.
- Представители народа участвовали в борьбе за независимость Южного Судана в ходе войны 1955—1972 годов.